# B53/W53 (Kernwaffe)
Die B53 und W53 sind zwei ausgemusterte US-amerikanische Kernfusionswaffen, welche für strategische Bomber (B53) und Titan-II-Interkontinentalraketen (W53) des Strategic Air Command der US Air Force entwickelt wurden.

## Geschichte

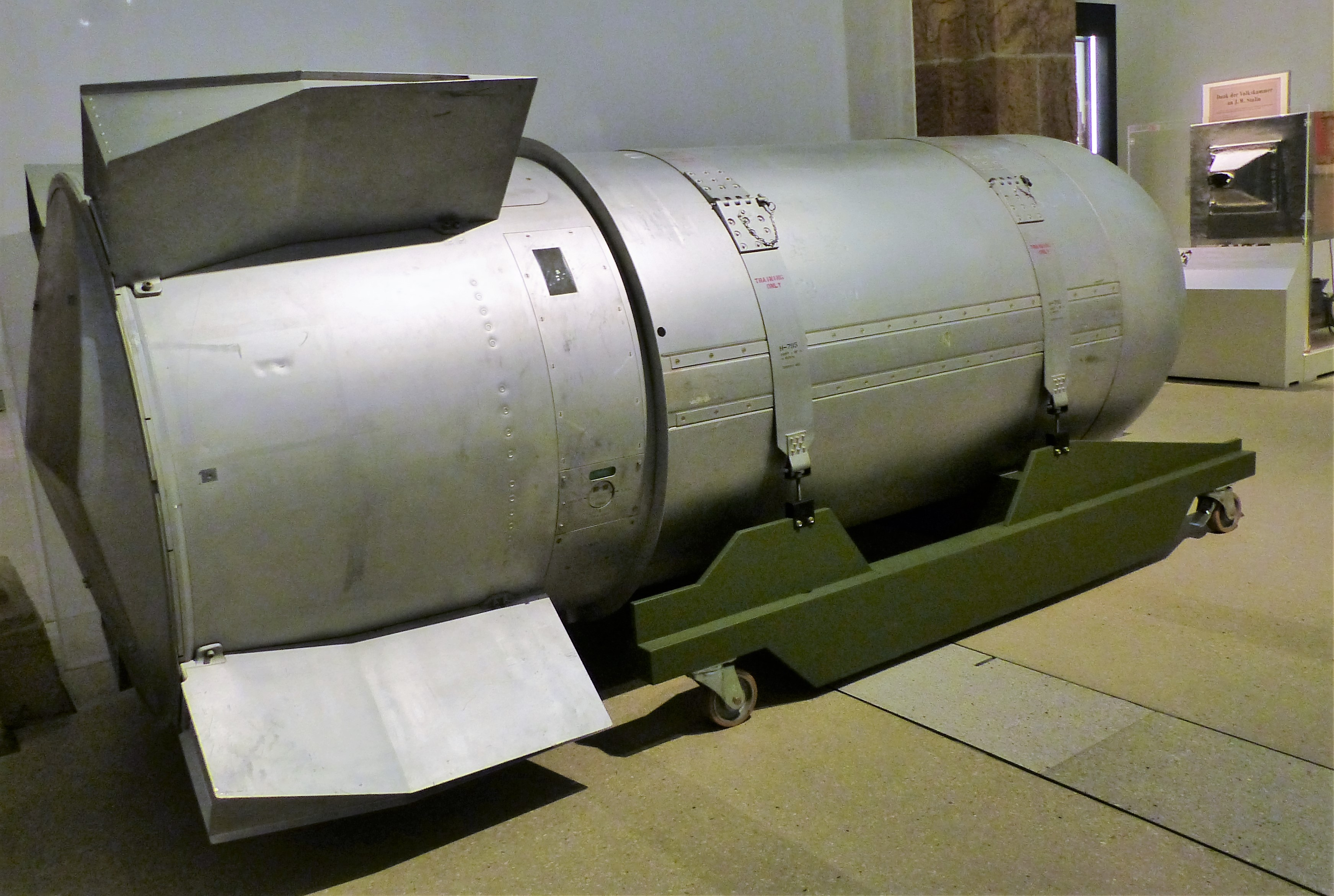
B53, Exponat im Militärhistorischen Museum der Bundeswehr

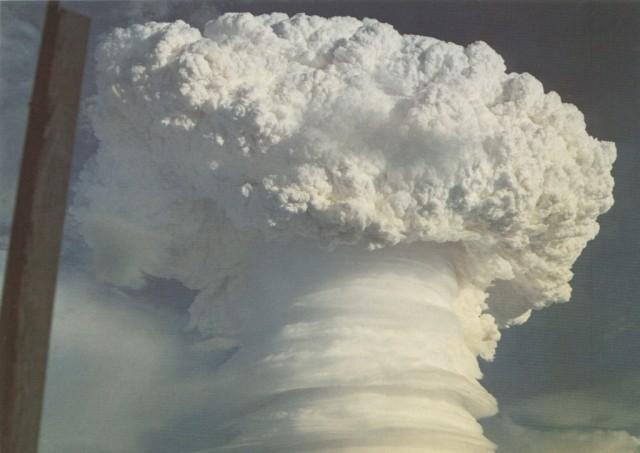
Atompilz vom Test Oak während der Operation Hardtack I:
Test des TX-53-Prototyps

Verantwortlich für die Entwicklung war das Los Alamos National Laboratory (LANL). Die Entwicklung der Mk-53-Bombe lässt sich bis zum ersten amerikanischen Test eines Fusionssprengsatzes mit festem Brennstoff zurückverfolgen. Ausgehend von den Ergebnissen des Tests Castle Bravo im Jahr 1954 wurde die Bombe Mk-21 entwickelt, die wiederum Grundlage der Mk-46 war. Die Erststufe der Mk-46 wurde am 11. Mai 1958 getestet (Hardtack Butternut; 81 kT). Nach dem Fehlschlag des Tests Hardtack Yellowwood am 26. Mai 1958 (330 kT statt geplanter 2,5 MT) wurde die Mk-46 überarbeitet und schließlich als TX-53 bezeichnet. Das TX-53-Design wurde bei dem Test Hardtack Oak am 28. Juni 1958 mit voller Sprengkraft von 8,9 MT erprobt (5 MT durch Kernspaltung) und schließlich in die operative Waffe B53 bzw. W53 umgesetzt. Die Bomben und Sprengköpfe wurden schließlich von 1962 bis 1965 in einer Stückzahl von 340 B53 und etwa 65 W53 produziert. Die Endfertigung fand in Burlington, Iowa, statt.
Insgesamt wurden 54 Titan II stationiert, das heißt 54 Sprengköpfe befanden sich in Gefechtsbereitschaft, die restlichen waren Reserve. Bei Testflügen der Titan II wurden originale Mk.6-Wiedereintrittsköpfe ohne nukleare Komponenten, aber zum Teil mit dem hochexplosiven chemischen Sprengstoff zur Zündung verwendet. Der Sprengkopf W53 schied 1987 mit Ausmusterung der letzten Titan-II-Interkontinentalraketen aus. Die Raketen wurden zwischen 1983 und 1987 ausgemustert und die Sprengköpfe verschrottet.
Die Ausmusterung der ersten B53-Bomben begann schon 1967 mit einigen frühen Modellen. Mitte der 1980er-Jahre sollten alle B53 durch die moderneren B83-Bomben ersetzt werden. Es befanden sich zu dieser Zeit noch 25 im aktiven Dienst. Man entschied sich aber, 25 bereits ausgemusterte Bomben wieder zusätzlich in Dienst zu stellen und einer Modernisierung zu unterziehen. Diese 50 Bomben blieben bis 1997 im aktiven Dienst und wurden danach noch eine Weile in Reserve gehalten. Heute befinden sich keine B53 mehr im amerikanischen Arsenal. Am 13. Oktober 2010 erhielt die Pantex-Anlage in Amarillo, Texas, die Genehmigung zur Demontage der noch vorhandenen B53-Bomben durch die National Nuclear Security Administration (NNSA). Am 25. Oktober 2011 wurde die letzte Bombe zerlegt, 12 Monate vor dem eigentlich geplanten Termin.

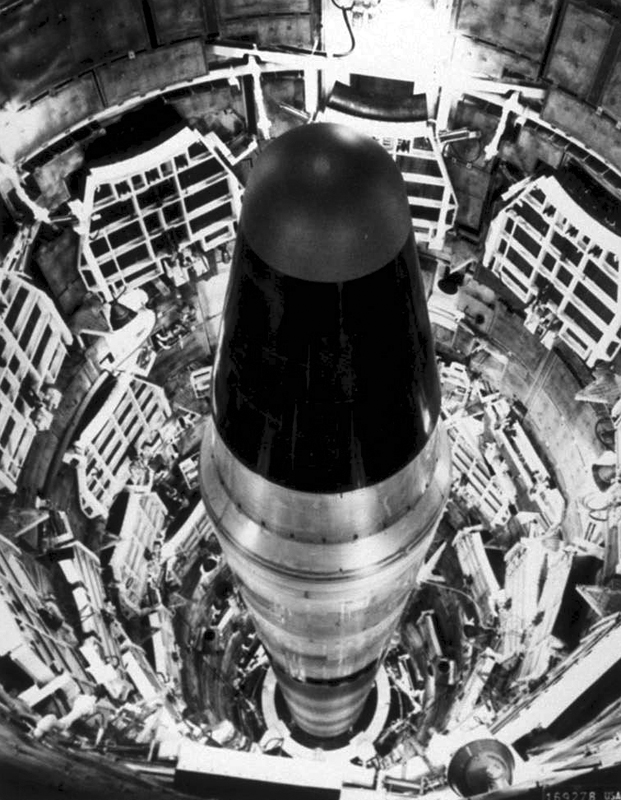
Ein Mk.6 RV mit dem W53-Sprengkopf an der Spitze einer Titan-II-Interkontinentalrakete in ihrem Silo

## Aufgabe
Die B53 war vor allem zum Einsatz gegen tief gelegene Bunker vorgesehen. Bei einer Explosion an der Erdoberfläche sollte die durch die hohe Sprengkraft entstehende Schockwelle sowjetische Kommandobunker zerstören. In ihren Aufgaben als nuklearer Bunkerbrecher abgelöst wurde die B53 durch die B83 und B61-11. Der W53-Sprengkopf der Titan II war gegen großräumige Flächenziele vorgesehen, bei denen mehrere wichtige Einrichtungen von einem einzigen Sprengkopf zerstört werden konnten.

## Technik
Die B53/W53 basiert auf einem zweistufigen Teller-Ulam-Design. Die Bombe enthält hochangereichertes Uran (HEU) als Spaltmaterial und Lithiumdeuterid (95 % 6Li) als Fusionsmaterial. Plutonium wird nicht verwendet. Von der B53 gibt es zwei Versionen, eine „schmutzige“ mit abgereichertem Uran (238U) als Ummantelung der Fusionstufe (B53-Y1) und eine „saubere“ mit Blei oder Wolfram als Mantel (B53-Y2). Folgende Zündvarianten standen zur Verfügung:
B53
- freifallende Höhenzündung
- Höhenzündung nach Verzögerung durch Fallschirm
- Aufschlagzündung
- verzögerte Zündung nach Niederlegung („Laydown“-Abwurf)

W53
- Höhenzündung
- Aufschlagzündung

Als problematisch wurden bei der B53 die veralteten Zünd- und Sicherungssysteme sowie die sensitiven Sprengstoffe angesehen. Die Waffe wurde in den 1980er-Jahren modernisiert, erreichte aber nie das Sicherheitsniveau moderner Kernwaffen. Durch die Verwendung von konventionellen chemischen Sprengstoffen (conventional high explosives CHE) durften die Bomben nur in Ausnahmefällen per Luftfracht transportiert werden, was eine vorherige Genehmigung durch ranghohe Repräsentanten des US-Verteidigungsministeriums erforderte.
Der Sprengkopf W53 wurde in einem Mk.6-Wiedereintrittskopf von General Electric auf der Titan II montiert. Durch Weglassen des Fallschirmsystems, des Schockabsorbers und anderer nur für einen Bombereinsatz nötiger Merkmale war die W53 erheblich leichter als die B53.

## Daten
| Sprengsatz            | B53 Y-2                 | W53                                 |
| --------------------- | ----------------------- | ----------------------------------- |
| Wiedereintrittskopf   | –                       | General Electric Mk.6               |
| Status                | 1997 ausgemustert       | 1987 ausgemustert                   |
| Betreiber             | US Air Force            | US Air Force                        |
| Entwickler            | LANL                    | LANL                                |
| Entwicklungsbeginn    | Juni 1957 (Mk46)        | Juni 1957 (Mk46)                    |
| Produktionsbeginn     | August 1962             | k. A.                               |
| Produktionsende       | Juni 1965               | k. A.                               |
| Produzierte Stückzahl | 340                     | 65                                  |
| Design                | Teller-Ulam, zweistufig | Teller-Ulam, zweistufig             |
| Masse                 | 4015 kg                 | 2810 kg ohne Mk.6, 3990 kg mit Mk.6 |
| Länge                 | 3,75 m                  | k. A.                               |
| Maximaler Durchmesser | 1,25 m                  | k. A.                               |
| Sprengkraft           | 9 MT                    | 9 MT                                |
| Trägersystem          | B-47, B-52, B-58        | Titan II                            |
| Anzahl pro Träger     | k. A.                   | 1                                   |
| Streukreisradius      | k. A.                   | 0,7 bis 1,4 km                      |